# 구칸쇼

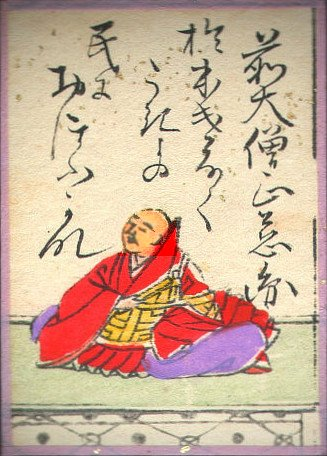
구칸쇼의 저자 지엔

구칸쇼(愚管抄 ぐかんしょう[*])는, 일본 가마쿠라 시대(鎌倉時代) 초기의 역사서이다. 저자는 천태종(天台宗) 승려 지엔(慈円)이다. 전7권. 제목인 '구칸'(愚管)은 지엔 자신의 (어리석고) 개인적인 견해라는 의미가 담긴 겸양어이다. 
조큐의 난(承久の乱) 직전 조정과 막부(幕府)의 긴장이 고조되던 조큐(承久) 2년(1220년)경에 이 책이 성립되었고, 난 이후에 수정이 더해졌다. 훗날 남북조 시대의 구교 기타바타케 지카후사(北畠親房)의 저서 《신황정통기》(神皇正統記)와 쌍벽을 이루며 중세 일본에서 가장 중요한 역사서로 평가받고 있다. 
또한 에도 시대의 아라이 하쿠세키가 저술한 《독사여론》까지 일본사 3대 사론집의 하나로 꼽히기도 한다. 

## 개략
일본의 전설적인 초대 천황 진무 천황(神武天皇)에서 제84대 준토쿠 천황(順徳天皇)에 이르기까지의 역사를 귀족의 시대에서 무사의 시대로 전환하였다고 하여 불교적인 말법 사상(末法思想)과 「도리」(道理)의 이념에 기초하여 가나문(仮名文)으로 서술하였다. 지엔은 천태종 승려로써 당시 조정측의 일원이었지만, 무사정권의 수장인 미나모토노 요리토모(源頼朝)의 정치를 도리에 맞는 것이라고 평가하였다. 또한 지엔 자신의 아버지인 후지와라노 다다미치(藤原忠通)가 그 아버지(즉 지엔에게는 할아버지가 되는) 후지와라노 다다자네(藤原忠実)와 사이가 나빴전 점을 은근히 비판하거나, 친형제인 구조 가(九条家) 계통을 추켜 세우고 이복 형제인 고노에 가(近衛家) 계통을 비난하는 등 셋칸케(摂関家)의 일원으로써 지엔 본인의 복잡한 사정을 엿볼 수 있는 기사도 존재하고 있다.

## 구성
구칸쇼의 내용은 성격의 차이에 따라 세 부분으로 나눌 수 있다. 
1. 1, 2권: 진무 천황(神武天皇)에서 시작하여 준토쿠 천황(順徳天皇)으로 끝나는 천황들의 연대기이다.
2. 3~6권: 도리의 추이를 중심으로 변천에 초점을 맞춘 역사의 기술이다.
3. 7권: 지엔 자신이 생각하는 도리에 대한 총괄이다.

사학자 스즈키 마사미치(鈴木正道)에 따르면 지엔은 당초 권3부터 책을 쓰기 시작했으며, 최종적으로 일본 천황의 연대기를 이어서 쓴 것이라고 하였다. 권7에 이르러 일체의 법은 도리이며, 그 도리에 토대하여 세상을 바로잡는 방법에 대해 논술하고 있다. 

## 판본(版本) 및 번역본
- 『愚管抄』（岩波書店〈日本古典文学大系〔旧大系〕〉、1967年）
- 『愚管抄』（丸山二郎校注、岩波文庫、1949年、復刊1988年ほか）
- 国史大系本『古今著聞集・愚管抄』（吉川弘文館、新訂増補版2000年） ISBN 4-642-00320-7

한국에는 2012년에 박연정 번역으로 세창출판사에서 한국연구재단 학술명저번역총서-동양편 513으로 번역 출판되었다. 

## 참고 문헌
- 尾崎勇 『愚管抄とその前後』（和泉書院、1993年） ISBN 4-87088-578-6
- 大隅和雄 『愚管抄を読む 中世日本の歴史観』（講談社学術文庫、1999年） ISBN 4-06-159381-1
- 『愚管抄　全現代語訳』（講談社学術文庫、2012年） ISBN 4-06-292113-8
- 石田一良 『愚管抄の研究 その成立と思想』（ぺりかん社、2000年） ISBN 4-8315-0899-3
- 尾崎勇 『愚管抄の創成と方法』（汲古書院、2004年） ISBN 4-7629-3523-9
- 深沢徹 『『愚管抄』の〈ウソ〉と〈マコト〉 歴史語りの自己言及性を超え出て』（森話社、2006年） ISBN 4-916087-69-0